# Lasiopetalum molle
Lasiopetalum molle är en malvaväxtart som beskrevs av George Bentham. Lasiopetalum molle ingår i släktet Lasiopetalum och familjen malvaväxter. Inga underarter finns listade i Catalogue of Life.